# 白喉楔嘴蜂鸟
白喉楔嘴蜂鸟（学名：Schistes albogularis），是雨燕目蜂鸟科的一种鸟类。
白喉楔嘴蜂鸟体重约3.6克，翼长约55.2毫米，嘴峰长约17.7毫米，喙宽度约1.8毫米，喙厚度约1.6毫米，跗蹠长约4.7毫米，尾长约30.9毫米。白喉楔嘴蜂鸟在其分布区内为留鸟，其栖息在密集的高大树木组成的森林中，食性为草食性，主要食物来源是植物的花蜜。
白喉楔嘴蜂鸟分布于哥伦比亚和厄瓜多尔西部的安第斯山脉山区。该物种是单型物种，没有亚种分化。